# Amador de Rocamador
Según la leyenda difundida por los benedictinos, San Amador fue un ermitaño que vivió en el actual Santuario de Rocamadour o Rocamador. Se trata en realidad de un santo legendario, producto de una duplicidad hagiográfica con Amador de Auxerre.
Otra leyenda de finales de la Edad Media, asegura que Zaqueo (rico publicano de Jericó casado con La Verónica del Evangelio) llegó con su familia a Rocamador, después de la muerte de Cristo. Allí tomaría el falso nombre de Amator o Amadour. Una vez instalado, fundó un pequeño oratorio en una roca que más tarde sería llamada Roche d’Amadour (Roca de Amador, Rocamador), con una mezcla de términos entre la Roca Mayor y la Roca de Amadour.
Festividad: el 20 de agosto. 